# Terrot
Terrot is de naam van twee historische merken van motorfietsen, die nauw met elkaar verbonden waren:

## Terrot (Frankrijk)
| Terrot uit 1904 met een Givaudan-motor   |
| Terrot HS (350 cc zijklepmotor) uit 1927 |
| Terrot HG (350 cc) uit 1928              |

De bedrijfsnaam was Ets. Terrot, Dijon, later Terrot-Automoto, Beaulieu-Valentigney, Doubs (1901-1961).
Terrot was een Frans bedrijf dat in 1887 werd opgericht door Charles Terrot. Hij maakte toen fietsen en vanaf 1900 ook automobielen.
De eerste motorfiets, de Motorette, verscheen in 1901. Deze had een 2 pk Zedel-motor. Terrot bouwde vanaf die tijd verschillende modellen van 173- tot 498 cc, deels met eigen motoren, deels met blokken van Bruneaux, Dufaux, Givaudan, MAG, Zedel, Chater Lea en JAP. Racemotoren hadden Blackburne-, JAP- of eigen motoren.
Begin jaren twintig fuseerde het merk met Magnat-Debon. Het was in die tijd eigendom van Alfred Vurpillot, die ook de motorfietsentak van Cottereau had overgenomen. Al in 1937 had Terrot een 498 cc OHC-paralleltwin.
Na de Tweede Wereldoorlog werd de combinatie eigendom van Automoto (lees: Peugeot). In de jaren vijftig werden er ook 100- en 125 cc scooters (waaronder de Scooterrot) gebouwd. Eind 1961 verdween de merknaam Terrot van de markt. De laatste motorfiets werd in 1960 als Peugeot 175 As Rallye op de markt gebracht.

## Terrot (Tsjechoslowakije)
De bedrijfsnaam was Ceskoslovenske Terrot Zavody, Olomouc, Trida (1933-1935).
Dit was een klein Tsjechisch dochterbedrijf van het Franse merk Terrot. Hier werden 346 cc zijklepmotoren uit Frankrijk ingebouwd.